# جورج فورد
جورج فورد (انگلیسی: George Ford؛ زادهٔ ۱۸۹۱) فوتبالیست اهل بریتانیا است.
از باشگاه‌هایی که در آن بازی کرده‌است می‌توان به باشگاه فوتبال دارتفورد و باشگاه فوتبال آرسنال اشاره کرد.